# Midwinters Lagoon
Midwinters Lagoon är en lagun i Belize. Den ligger i distriktet Belize, i den nordöstra delen av landet, 80 km nordost om huvudstaden Belmopan.